# Fioria mediterranea
Fioria mediterranea är en mångfotingart som först beskrevs av Daday 1889.  Fioria mediterranea ingår i släktet Fioria och familjen Andrognathidae. Inga underarter finns listade i Catalogue of Life.